# محمود شاه دوم (سلطان پاهانگ)
سلطان محمود شاه ابن المرحوم سلطان احمد المعظم شاه (جاوی:سلطان محمود شاه ابن المرحوم سلطان أحمد المعظم شاه؛ زاده ۴ فوریهٔ ۱۸۶۸ – درگذشت ۱۹ ژوئن ۱۹۱۷) دومین سلطان از سلاطین نوین پاهانگ بود که از سال ۱۹۱۴ تا ۱۹۱۷ حکمرانی کرد. نام او در هنگام تولد تون لانگ محمود بود، محمود شاه دومین و بزرگ‌ترین پسر پادوکا سری باگیندا سلطان بسار احمد المعظم شاه ابن المرحوم بنداهارا سری مهاراجه تون علی از بین فرزندان همسر دومش چیک پاه بنت ارشاد بود که زنده ماند.